# Anzex
Anzex (okzitanisch: Anzèth) ist eine französische Gemeinde mit 325 Einwohnern (Stand 1. Januar 2022) im Département Lot-et-Garonne in der Region Nouvelle-Aquitaine. Sie gehört zum Arrondissement Nérac und zum Kommunalverband Coteaux et Landes de Gascogne. Die Bewohner nennen sich Anzexois.

## Geografie
Die Gemeinde Anzex liegt in der Guyenne, 40 Kilometer westnordwestlich der Stadt Agen und etwa 100 Kilometer südöstlich von Bordeaux. Der Oberlauf der Ourbise im Einzugsgebiet der Garonne bildet die östliche Gemeindegrenze. Das 23,24 km² umfassende Gemeindegebiet ist zweigeteilt: die Nordhälfte ist von Äckern, Weiden und Weinreben geprägt; die Südhälfte ist ein Teil der Landes de Gascogne, Westeuropas größtem zusammenhängenden Waldgebiet. Zu Anzex gehören die Dörfer Anzex, Courbian, Lassus, Bourreloups, La Croule und Coudroy sowie zahlreiche Weiler und Einzelhöfe. Nachbargemeinden von Anzex sind Leyritz-Moncassin im Norden, Villefranche-du-Queyran im Nordosten und Osten, Caubeyres im Südosten, Fargues-sur-Ourbise im Süden sowie La Réunion im Westen.

## Bevölkerungsentwicklung
| Jahr      | 1962 | 1968 | 1975 | 1982 | 1990 | 1999 | 2006 | 2012 | 2021 |
| Einwohner | 307  | 247  | 193  | 216  | 266  | 255  | 259  | 296  | 317  |

Im Jahr 1806 wurde mit 665 Bewohnern die bisher höchste Einwohnerzahl ermittelt. Die Zahlen basieren auf den Daten von cassini.ehess und INSEE.

## Sehenswürdigkeiten
- Kirche Sainte-Radegonde et Sainte-Christine
- Ruinen der Kapelle im Ortsteil Courbian
- Château Pus
- Wasserturm auf dem mit 172 m über dem Meer höchsten Punkt der Gemeinde
- Lavoir
- britische Telefonzelle in der Dorfmitte

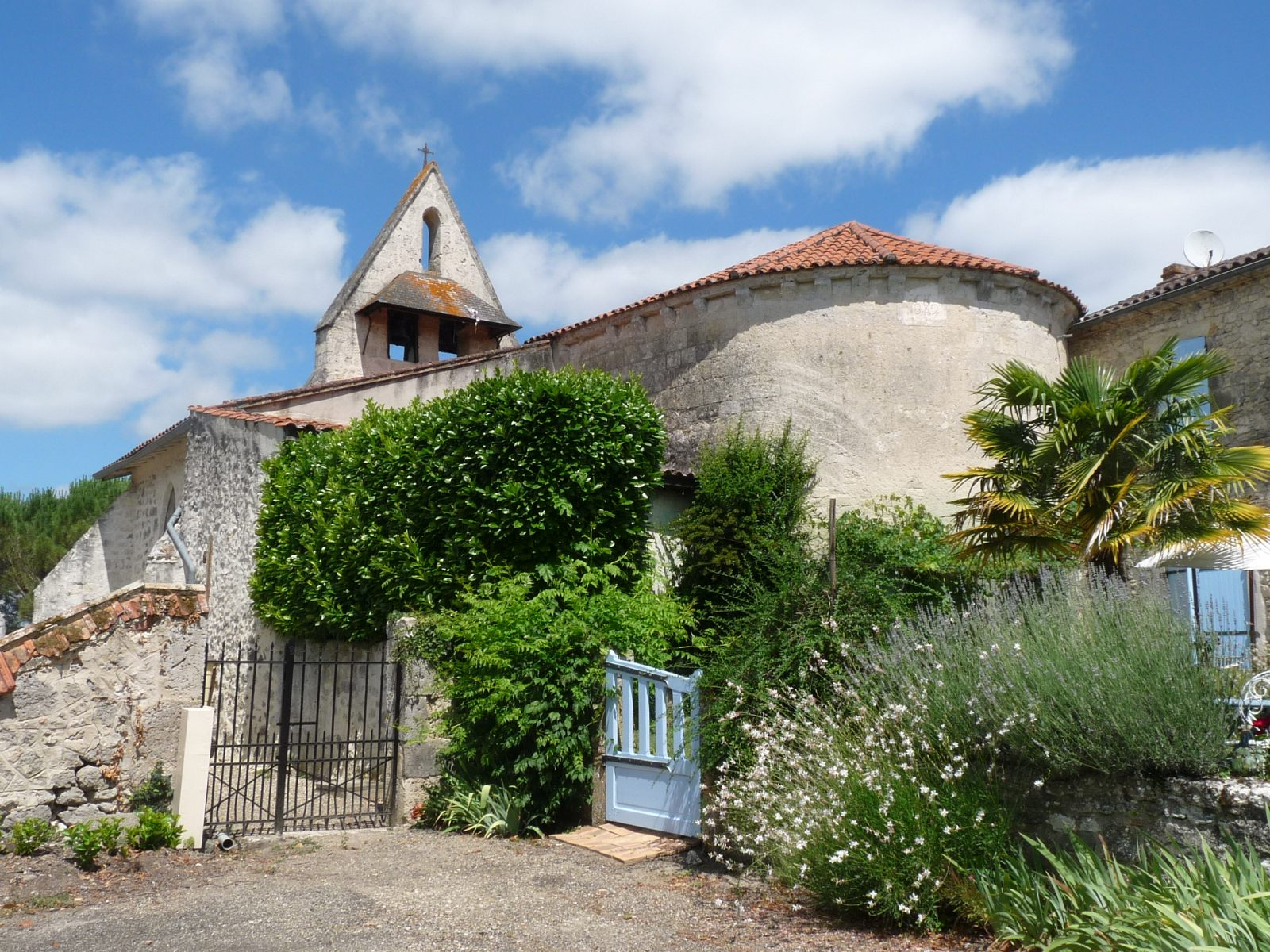
Kirche Sainte-Radegonde et Sainte-Christine
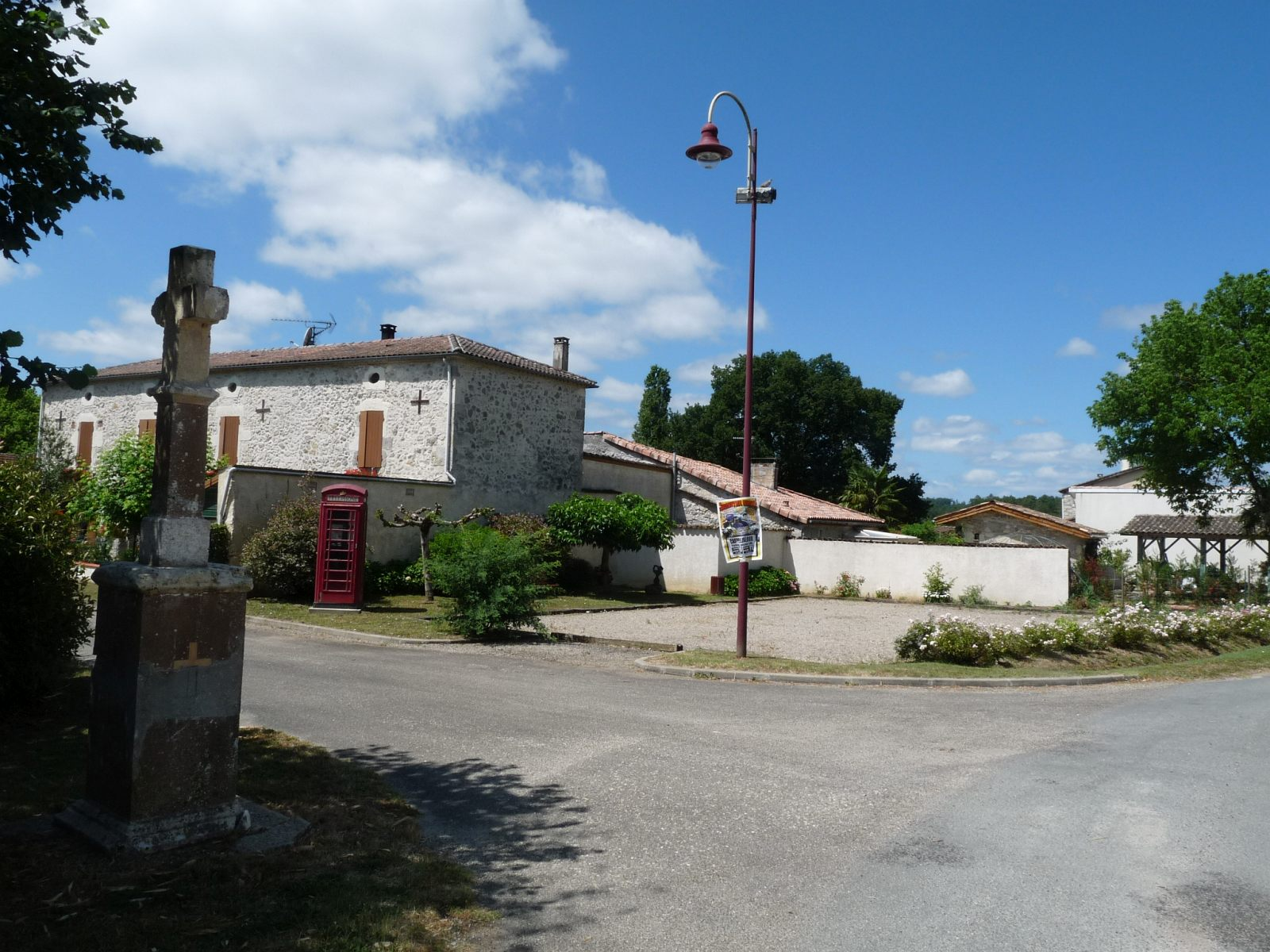
Dorfmitte mit der britischen Telefonzelle

## Wirtschaft und Infrastruktur
In Anzex sind acht Forstbetriebe und 30 Landwirtschaftsbetriebe ansässig (Getreide- und Gemüseanbau, Weinbau, Rinder- Pferde- und Geflügelzucht). Die Weinreben in Anzex sind Teil des Weinbaugebietes Buzet innerhalb der Weinbauregion Sud-Ouest.
Anzex liegt abseits der überregional wichtigen Verkehrsströme. Durch die Gemeinde führt die Straße von Casteljaloux nach Aiguillon (D 11). In der elf Kilometer östlich gelegenen Gemeinde Damazan besteht ein Anschluss an die Autoroute A 62 von Bordeaux nach Toulouse.

## Belege
1. ↑  Anzex auf cassini.ehess
2. ↑  Anzex auf INSEE
3. ↑  Forstbetriebe auf annuaire-mairie.fr (französisch)
4. ↑  Landwirtschaftsbetriebe auf annuaire-mairie.fr (französisch)